# 萬朵隊

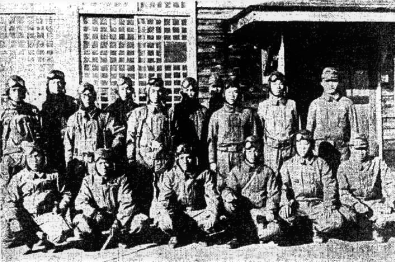
萬朵隊合影

萬朵隊（日语：／ばんだたいbandatai），成立於1944年（昭和十九年）10月21日，隸屬於菲律賓方面大日本帝國陸軍飛行戰隊第四航空軍，為日本陸軍航空隊第一批成立的特別攻擊隊，其成員由茨城的鉾田教導飛行師團所組成，隊長為陸軍航空士官學校第53期的岩本益臣大尉。
主要的作戰方式為飛行員駕駛九九式雙發輕轟炸機，承載八百公斤的炸彈對敵軍進行自殺式攻擊。

## 命名
由富永恭次司令命名，「萬朵」意為開滿櫻花的枝頭，用意是希望這些飛行員像美麗的花朵一樣消散。

## 成立
1944年3月，參謀本部開始採取航空特攻的方針。
1944年9月8日，富永恭次中將出任菲律賓第四航空軍司令，下令編成陸軍航空特別攻擊隊。然而富永恭次司令作為步兵將領出身，並沒有航空戰相關的實戰經歷。
1944年10月21日，岩本益臣大尉被指定為萬朵隊的隊長，駕駛九九雙輕進行自殺式攻擊。成員組成為12位飛行員、四名通信員、十一名機體整備員。
萬朵隊並非經過正規程序進行編制的特殊作戰部隊，若他們作戰身亡，僅會以第四航空軍的身份進行記錄。

## 裝備與作戰方式

彈跳轟炸示意圖

萬朵隊所使用的裝備為九九式雙發輕轟炸機二型乙，其特色為能夠急速俯衝進行對地轟炸。但隨著美國發明性能更加優異的新型戰鬥機，輕型轟炸機的價值也隨之下滑。
岩本益臣大尉利用其優異的俯衝性能試圖模仿美軍在俾斯麥海海戰中所使用的「跳彈轟炸」（一種把普通炸彈當作魚雷，使炸彈在海面上彈跳，命中船身與水面之間的戰法，命中率與傷害較高），經過持續的研究與推廣，岩本大尉相信這能用於實戰。
1944年3月，參謀本部的航空總監後宮淳下達開發航空特攻兵器的命令，使用既有的轟炸機進行改造。
1944年7月25日，陸軍航空本部下令將九九雙輕的機關槍移除，並在機頭加裝三根約三公尺長的細金屬管（死亡犄角），管子前方有小型起爆器，底部有粗大的電線穿透擋風玻璃，一直延伸到放置炸彈的地方，透過撞擊來引爆炸彈，也就是自殺式攻擊。岩本益臣大尉極力反對上級的做法，他認為自殺式攻擊是沒有效用的。

諷刺的是，岩本益臣大尉被指定為萬朵隊的隊長，他拜託第三整備廠將三根細金屬管減少到一支以應付上級，並將原本不能投落的炸彈改為拉動手動鋼索投落，試圖讓隊員們擁有一線生機。

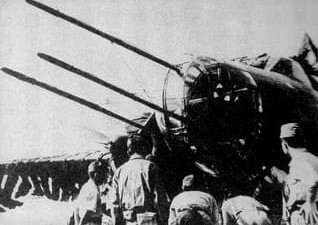
裝設有三根電導管的九九式雙發輕轟炸機

## 岩本益臣大尉的死亡
1944年11月5日，岩本益臣大尉等人在菲律宾的尼科爾斯機場附近遭遇美軍的格拉曼戰機，包含岩本益臣大尉在內，共有八人死亡，僅一名通信科少尉生還。

事實上，岩本大尉是奉富永恭次司令官之命飛往馬尼拉的高級餐廳用餐，而非因正式出擊而戰死。

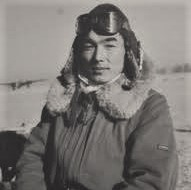
岩本益臣大尉

## 出擊紀錄
富永司令在1944年10月~12月間下令陸軍航空特攻出擊62次，約400架次。
其中萬朵隊便佔了十次：
1944年11月12日，萬朵隊第一次出擊，對美國輸送船團進行特攻，田中逸夫曹長、久保昌昭曹長 、生田留夫曹長在雷伊泰灣戰死，佐佐木友次伍長生還。
1944年11月14日，萬朵隊第二次出擊，石渡俊行軍曹、近藤行雄曹長戰死，佐佐木友次伍長生還。
1944年11月15日，萬朵隊第三次出擊，奧原英彥伍長在出擊前遭遇空襲死亡，佐佐木友次伍長生還。
1944年11月28日，萬朵隊第四次出擊，佐佐木友次伍長單機出擊，因天氣不佳，中途折返。
1944年12月4日，萬朵隊第五次出擊，佐佐木友次伍長單機出擊，並沒有執行特攻。
1944年12月5日，萬朵隊第六次出擊，佐佐木友次伍長跟隨鐵心隊進行特攻，佐佐木並未執行特攻，使用炸彈擊沉一艘美軍船艦。
1944年12月14日，萬朵隊第七次出擊，佐佐木友次伍長作為萬朵隊的唯一代表，與菊水隊一同執行特攻任務，但佐佐木因為機體故障而沒有出擊。
1944年12月15日，萬朵隊第八次出擊，佐佐木友次伍長再次作為萬朵隊的唯一代表，與旭光隊一同執行特攻任務，發現大量船隊，中途折返。
1944年12月18日，萬朵隊第九次出擊，佐佐木友次伍長和其它特攻隊隊員一同出擊，但因為機體故障，中途折返。
1944年12月20日，萬朵隊第十次出擊，鵜澤軍曹同若櫻隊共同出擊，鵜澤軍曹戰死，佐佐木友次伍長因感染瘧疾，沒有出擊。
該隊唯一的生還者佐佐木友次伍長，九次出擊同時九次生還，並成功活至終戰，2016年方以92歲高齡辭世，在特攻隊中堪稱異例。其經歷於2015年訪談後集結成書出版，並被製播成電視節目。

## 其它陸軍航空特別攻擊隊
富嶽隊（日語：冨嶽隊／ふがくたいfugakutai）
八紘隊（日語：八絋隊／はつこうたいhatsukoutai）
一宇隊（日語：一宇隊／いちうたいichiutai）
靖國隊（日語：靖国隊／やすくにたいyasukunitai）
護國隊（日語：護国隊／ごこくたいgokokutai）
石腸隊（日語：石腸隊／せきちようたいsekichoutai）

## 相關著作
鴻上尚史著，《不死之身的特攻兵：當犧牲成為義務，一個二戰日本特攻隊員抗命生還的真實紀錄》。遠足文化，2019。

## 來源
1. 1 2 3 4  小林大作、遠藤薰等. . 東京都: 寶島社. 2007年. ISBN 9784796657891.
2. 1 2 3 4 5 6 7 8 9  鴻上尚史. . 新北市: 遠足文化. 2019. ISBN 9789865080235.
3. 1 2 3  森山康平、太平洋戰爭研究會. . 東京都: 河出書房新社. 2003. ISBN 4309760341.
4. 1 2 3  菅春貴. . 東京都: 新人物往來社. 2007. ISBN 9784404033680.